# Halil Jaganjac
Halil Jaganjac (* 22. Juni 1998 in Rijeka) ist ein kroatischer Handballspieler auf der Position Rückraum links, der in der Bundesliga für die Rhein-Neckar-Löwen und in der kroatischen Nationalmannschaft spielt.

## Karriere

### Verein
Jaganjac begann im Alter von zehn Jahren in seiner kroatischen Heimatstadt Rijeka beim MRK Kozala mit dem Handballsport, zunächst auf der Linksaußen-Position. In der Saison 2015/16 wurde er mit dem MRK kroatischer Jugendmeister. Im Sommer 2016 unterzeichnete der zwei Meter große linke Rückraumspieler einen Vertrag über drei Jahre beim französischen Spitzenklub Paris Saint Germain, wo er in der Folge ausschließlich in der zweiten Mannschaft eingesetzt wurde. Nach einer Saison wechselte er zum nordmazedonischen Verein RK Metalurg Skopje. Bei Metalurg gab der Rechtshänder am 16. September 2017 sein Europapokaldebüt beim EHF-Champions-League-Spiel bei Montpellier Handball. In der EHF Champions League 2017/18 erzielte er 52 Tore in zehn Spielen. Bereits im November 2018 kehrte er nach Kroatien zurück und lief fortan für den RK Nexe Našice auf. Mit dem Verein aus Našice nahm er am EHF-Pokal 2018/19 (15 Tore) sowie der EHF European League 2020/21 (80 Tore) und 2021/22 (123 Tore, bester Torschütze) teil. In der kroatischen Premierliga wurde er mit Našice 2019, 2021 und 2022 Meisterschaftszweiter hinter Serienmeister RK Zagreb, auch im Pokal musste man sich 2021 und 2022 mit dem zweiten Platz hinter den Hauptstädtern begnügen. In der EHF European League 2021/22 erreichte er mit Našice das Final Four und belegte am Ende den vierten Platz. Mit 108 Treffern wurde er gemeinsam mit Petar Đorđić Torschützenkönig des Wettbewerbs.
Zur Saison 2022/23 unterschrieb Jaganjac einen Vertrag über vier Jahre beim polnischen Rekordmeister Łomza Industria Kielce, für die ersten drei Jahre wird er an den deutschen Bundesligisten Rhein-Neckar Löwen ausgeliehen. In seiner ersten Bundesliga-Saison spielte er bei den Löwen eine wichtige Rolle in der Abwehr und erzielte in 13 Spielen 58 Tore. Im November 2022 zog er sich beim Auswärtsspiel in Erlangen eine schwere Schulterverletzung zu und fiel die komplette restliche Saison aus. Mit den Rhein-Neckar Löwen wurde er im April 2023 deutscher Pokalsieger. Bei seinen Comeback-Versuchen in der Saison 2023/24 konnte er nur in der Abwehr eingesetzt werden und musste im September 2023 und Januar 2024 zwei weitere Male operiert werden. Ab dem 14. Spieltag der Saison 2024/25 erfolgte dann schrittweise sein vollständiges Comeback, auch wieder mit Einsätzen im Angriff. Am 13. Februar 2025 wurde bekannt gegeben, dass sein bis 2026 laufender Vertrag mit Kielce aufgelöst wurde und er einen Zweijahresvertrag bei den Rhein-Nackar Löwen unterschrieben hat.

### Nationalmannschaft
Mit der kroatischen Jugend-Nationalmannschaft gewann Halil Jaganjac bei der U-18-Europameisterschaft 2016 im eigenen Land die Silbermedaille. Im Turnierverlauf erzielte der Rückraumspieler 31 Treffer. Im Folgejahr erreichte Kroatien bei der U19-Weltmeisterschaft 2017 in Georgien den vierten Platz, Jaganjac warf 30 Tore. Nach dem Wechsel in den Juniorenbereich erreichte das Team bei der U20-Europameisterschaft 2018 in Slowenien den sechsten Platz, Jaganjac kam bei diesem Turnier nur bis zum ersten Spiel der Hauptrunde zum Einsatz. Im zweiten Jahr mit der Junioren-Auswahl konnte er eine weitere Silbermedaille erringen, dieses Mal bei der U-21-Weltmeisterschaft 2019 in Spanien, wo er 36 Treffer markierte.
Bereits mit 19 Jahren debütierte Jaganjac in der kroatischen A-Nationalmannschaft am 26. Oktober 2017 in Ljubljana gegen Slowenien. Bei der Europameisterschaft 2018 kam er nur im Spiel um Platz 5 zum Einsatz, blieb dabei aber ohne Torerfolg. Bei den Mittelmeerspielen 2018 in Spanien gewann er mit den Kroaten die Goldmedaille. Bei der Weltmeisterschaft 2021 in Ägypten warf er fünf Tore in fünf Einsätzen und belegte mit der Mannschaft den 6. Platz. Bei der Europameisterschaft 2022 warf er zwei Tore in zwei Spielen.

## Erfolge
- 2016: kroatischer Jugendmeister mit MRK Kozala Rijeka
- 2016: Silbermedaille bei der U18-Europameisterschaft mit der kroatischen U18-Nationalmannschaft
- 2018: Sieger bei den Mittelmeerspielen 2018 mit der kroatischen Nationalmannschaft
- 2019: Silbermedaille bei der U21-Weltmeisterschaft mit der kroatischen U21-Nationalmannschaft
- 2022: Bester Torschütze in der EHF European League 2021/22
- 2023: DHB-Pokalsieger mit den Rhein-Neckar Löwen

## Saisonbilanzen
| Saison  | Verein             | Spielklasse | Spiele | Tore | 7-Meter | Feldtore |
| ------- | ------------------ | ----------- | ------ | ---- | ------- | -------- |
| 2022/23 | Rhein-Neckar Löwen | Bundesliga  | 13     | 58   | 0       | 58       |
| 2023/24 | Rhein-Neckar Löwen | Bundesliga  | 9      | 0    | 0       | 0        |
| 2024/25 | Rhein-Neckar Löwen | Bundesliga  | 20     | 14   | 0       | 14       |
| gesamt  | gesamt             | gesamt      | 42     | 72   | 0       | 42       |